# Пенні Гейнс
Пенні Гейнс (англ. Penelope Heyns, 8 листопада 1974) — південноафриканська плавчиня.
Олімпійська чемпіонка 1996 року, призерка 2000 року, учасниця 1992 року.
Призерка Чемпіонату світу з плавання на короткій воді 1999 року.
Переможниця Всеафриканських ігор 1995, 1999 років.
Переможниця Пантихоокеанського чемпіонату з плавання 1995, 1999 років, призерка 1997 року.
Призерка Ігор Співдружності 1994 року.
Переможниця літньої Універсіади 1995 року, призерка 1997 року.